# Géographie de Taïwan
 (juillet 2025).
Si vous disposez d'ouvrages ou d'articles de référence ou si vous connaissez des sites web de qualité traitant du thème abordé ici, merci de compléter l'article en donnant les références utiles à sa vérifiabilité et en les liant à la section « Notes et références ».

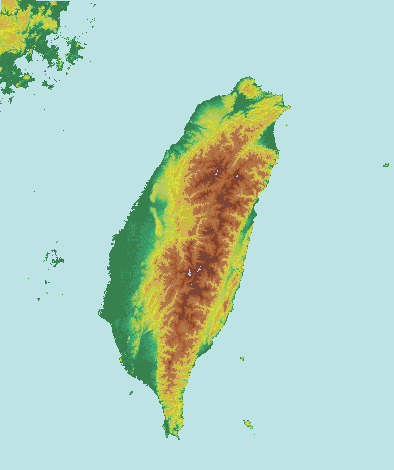

La géographie de Taïwan (la république de Chine)  examine la géographie physique, la géographie biologique, la agricole, et la géographie humaine (populations, infrastructures).
La géographie physique de Taïwan se démarque par une chaîne montagneuse jeune et escarpée (jusqu'à 3 952 m), orientée nord-nord-est/sud-sud-ouest, et située dans l'est de l'île, tandis que le tiers ouest est une petite plaine nord/sud traversée d'ouest en est par de nombreux petits ruisseaux et fleuves. Cette Ilha Formosa (« Belle île », nom donné par les Portugais, mais faisant également référence au pape Formose, ex-évêque de Porto)[réf. nécessaire], est une île ovale de 370 km du nord au sud et environ 140 km d'ouest en est, située à l'est de la Chine, dans l'océan Pacifique. Elle est également considérée comme la continuité géologique de l'archipel japonais. L’île de Taïwan est située en zone de forte activité sismique, elle est également soumise au passage de typhons et des moussons.
La géographie végétale est dominée par la riziculture et les cultures maraîchères dans la plaine ouest, tandis que les premiers flancs de montagnes sont plus favorables à la culture d'arbustes et de fruitiers : théiers, pommiers, pêchers, etc., l'altitude fournissant par ailleurs des températures favorables à la culture de variétés tempérées. Les flancs plus abrupts et le massif montagneux de l'est restent le domaine de forêts étagées sauvages, mais parfois exploitées.
La géographie humaine suit ces deux géographies précédentes. Les 23 millions de Taïwanais occupent majoritairement la plaine ouest, largement urbanisée en une quasi mégalopole d'une densité de plus de 1 000 hab/km2. Cet espace est polarisé par Taipei (台北, py : Táibĕi, 2 millions d'hab.) et son bassin urbanisé ; par Kaohsiung (高雄, py : Gāoxióng, 1 million d'hab.) au sud-sud-ouest de l'île ; et par le complexe Taichung-Changhua (台中, py : Táizhōng ; 彰化, py: Zhānghuà, environ 1 million d'hab.). Cette plaine humaine est principalement traversée par des routes nord-sud, notamment deux autoroutes, et une ligne de trains à grande vitesse Taipei-Kaoshiung. Une seconde ligne ferroviaire plus ancienne fait le tour de l'île, tandis que quelques routes tortueuses traversent du sud-ouest au nord-est la chaîne montagneuse afin de joindre plus directement la côte Pacifique isolée. Taïwan se signale également par le dynamisme de ses ports, notamment le port de Kaohsiung et celui de Keelung (py : Jilong).

## Contexte général
Vers l'an 2000, des « Quatre Dragons » Taïwan était le premier par sa puissance, devant la Corée du Sud et Singapour. Il était devenu le 12e exportateur mondial, le 3e possesseur de devises, le 2e investisseur de la façade asiatique et le 6e investisseur du monde.
Mais il subit deux handicaps majeurs :
- L’exiguïté du territoire avec moins de 36 000 km2. Une île au 2/3 montagneuse, avec son sommet culminant à 3 952 m, le Yu Shan, situé à environ 50 km de la mer.
- Taïwan subit un isolement diplomatique depuis son éviction de l’ONU en 1971 selon la volonté conjointe de la république populaire de Chine et des États-Unis.

## Géographie physique: un relief dissymétrique

### Des plaines et des collines à la périphérie

La mangrove de Sihcao, dans le parc national de Taijiang, à Taïwan. Décembre 2012.

La région des plaines s’étend à l’ouest : du bassin de Taipei à Taichung une plaine étroite (15 à 30 km de largeur). De Taichung à Fangliao la plaine s’élargit et dépasse parfois 50 km de largeur. Enfin de Fangliao au cap Oluanpi les collines l’emportent. Les plaines deviennent rares, étroites et morcelées.
Plus à l’est s’élèvent les collines de piémonts, de 700 à 500 m, elles sont souvent boisées et marquent la limite entre les aires peuplées et peu peuplées. À l’opposé, le littoral oriental n’offre que de petites plaines, la principale étant celle d’Ilan au nord. En revanche, la montagne est omniprésente, en partie la chaîne de Haian qui se termine le plus souvent en falaises (roches métamorphiques).

### De hautes chaînes de montagne au centre

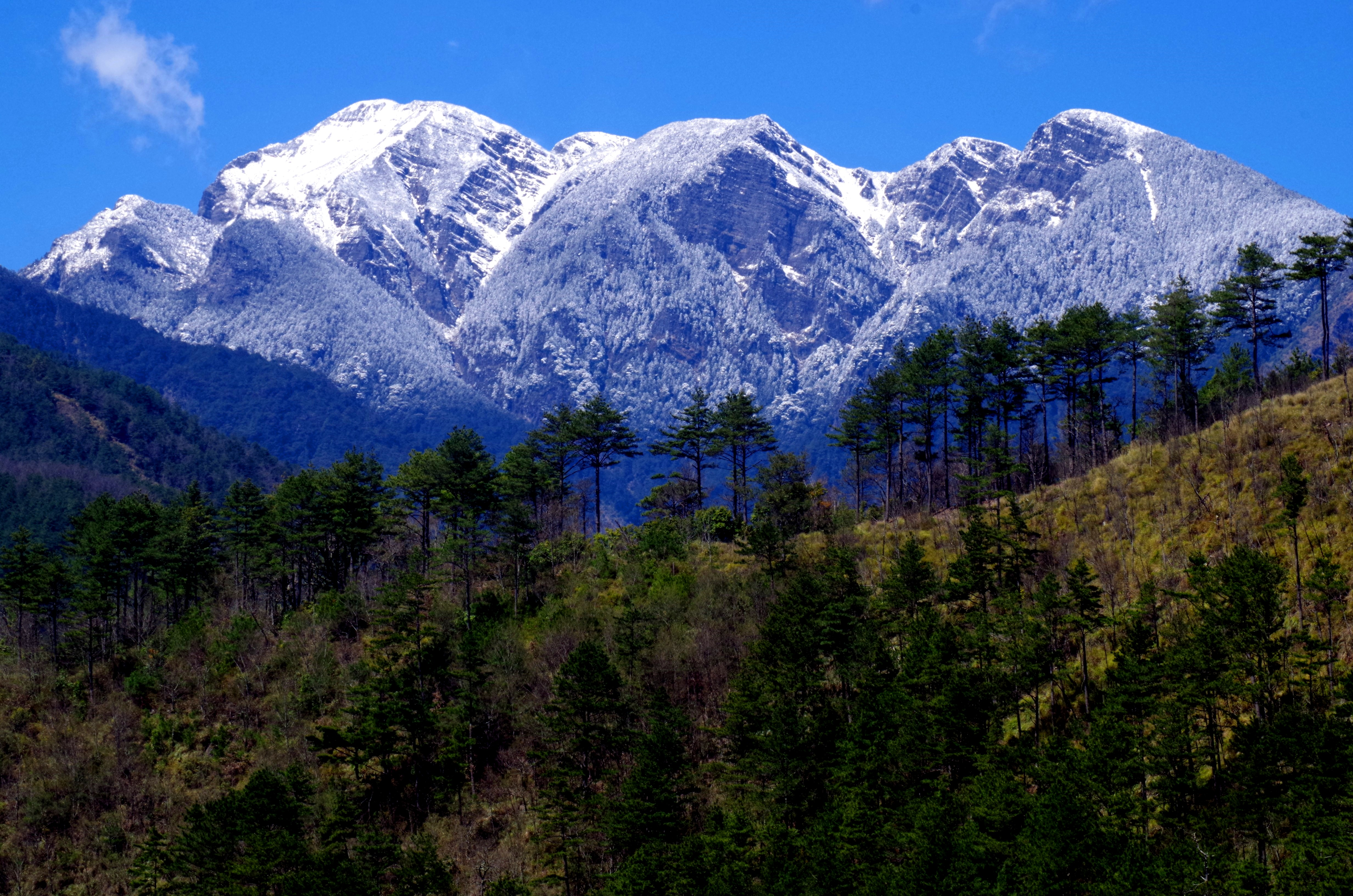
Hsuehshan, ou Xueshan, ou Mount Sylvia, une montagne dans le Heping District à Taïwan. Mars 2018.

Les montagnes couvrent plus de 60 % du pays et 62 sommets dépassent 3 000 m. Le point culminant est le Yu Shan (3 952 m). Cette altitude mais aussi la fraîcheur du relief (fortes pentes, gorges profondes) s’expliquent par la jeunesse de la montagne. Elle eut en effet sa première orogenèse à la fin de l’ère secondaire, puis de nombreux rejeux (surrections) au Tertiaire et au Quaternaire. Aujourd’hui encore la chaîne orientale se soulève du fait de la plaque philippine qui entre en subduction sous la plaque eurasienne. Cela explique aussi les nombres de séismes. Comme l’île, les chaînes sont orientées nord/nord-est et sud/sud-ouest.
La chaîne centrale est la plus élevée : le Chungyang, flanqué à l’ouest d’un ensemble de chaînes parallèles : Yushan et Alishan au sud, et au nord par une troisième, Hsueshan.
À l’est de la chaîne principale s’étire une longue dépression longitudinale. Entre cette dépression et le Pacifique, le Haian est une longue chaîne qui s’élève à plus de 1 500 m. Enfin, à l’extrémité septentrionale de l’île, le petit massif de Yangming est formé d’anciens cratères aux fumeroles (fumées) sulfureuses, et parsemées de sources d’eau chaude.
Ces différentes chaînes montagneuses sont couvertes d’une magnifique forêt étagée :
1. à l’étage inférieur : forêts tropicales humides, sempervirentes et denses, composées exclusivement de feuillus et de fougères arborescentes (qui ressemblent à des arbres). Les arbres sont entourés de lianes et d’épiphytes.
2. à l’étage médian : forêts mixtes (conifères et feuillus), où les chênes, les érables et les ormes se mélangent aux cyprès jaunes et rouges. La forêt mixte disparaît au profit de la forêt de conifères (pins et sapins) ;
3. au-delà de 3 500-3 600 m, sorte de steppe appelée la « pelouse alpine » (petite herbe, buissons, mousses).

Il est à noter que la zone de subduction a subi un changement de polarité qui explique le contraste des paysages entre nord et centre et sud. La collision de l'arc de Luçon avec la plaque eurasienne a débuté au milieu du Miocène, formant un système de subduction intra-océanique et donnant naissance à l'île de Taïwan,. La différence topographique entre le sud et le nord de Taïwan témoigne de l'évolution de la zone de subduction. La plaque de la mer des Philippines se subducte sous la plaque eurasienne dans la partie sud-ouest du WEP, tandis que cette dernière remplace la première dans la partie nord-est du WEP. La collision entre les deux plaques a commencé au nord de Taïwan et s'est propagée vers le sud, avec la région la plus jeune dans la partie sud. Chaque étape émergente du processus d'inversion de subduction peut être étudiée en examinant des coupes transversales dans diverses régions de l'île.

## Géographie humaine: une terre chinoise?

### Une population autochtone marginalisée

#### L’immigration massive des Han à partir duXVIIesiècle
La première colonie chinoise sur l’île fut fondée en 1206, [réf. nécessaire] mais l’Empire chinois la considérait comme un territoire insulaire sans intérêt.
Les Portugais la découvrirent en 1590 et la baptisèrent « Belle Ile » (Ilha Formosa en portugais). Ce nom fait également référence au Pape italo-portugais, le Pape Formose, [réf. nécessaire] (ou papa Formoso) à l'origine évêque de Porto, dont on fêtait cette année-là, 1590-1591, le 700e anniversaire de l'accession à la papauté. Formoso signifiant "beau". Ilha Formosa est aujourd’hui appelée Taïwan. Au début du XVIIe siècle, quand les Hollandais y prirent pied, ils ne comptèrent qu'environ 1 500 Chinois, principalement des commerçants et cultivateurs.
En 1661, l’amiral Zheng Chenggong débarqua sur l’île avec 30 000 hommes pour chasser les Hollandais et surtout faire de l’île la base arrière de la reconquête du continent au profit des Légitimistes Ming, chassés par les Mandchous (ce fut un échec car 20 ans après, les Mandchous s’en emparèrent). Les Ming étaient composés principalement de fonctionnaires et lettrés et de leur milice. Seuls les lettrés - environ un millier - furent véritablement actifs : ils apprenaient le chinois aux autochtones. Ce fut le début de la sinisation de Taïwan.
En 1730, l’émigration des Han, interdite en 1390 par un édit impérial, fut ré-autorisée par les Qing. C’est ainsi qu’à la fin du XIXe siècle Taïwan comptait plus de 2 500 000 habitants. En 1895, les Japonais annexèrent l’île et l’émigration s’arrêta net. Ceci étant, ils ne menèrent pas une véritable politique de peuplement. Aussi, lors de la capitulation (Seconde Guerre mondiale), seuls 200 000 Japonais y vivaient. Ils furent tous rapatriés.
Aujourd'hui les deux tiers de la population Han sont les descendants des émigrants « Hokkien » de la région de Xiamen (dans le Fujian). Le reste descend des « Hakkas », un peuple venu du nord de la Chine qui a migré par étapes jusqu’aux massifs limitrophes du Shanxi, Fujian et Guangdong, avant de constituer, dès le début du XIXe siècle, un puissant foyer d’émigration vers Taïwan.

#### Les Aborigènes
Ces groupes ne représentent aujourd’hui que 2 % de la population, environ 470 000 personnes. Les Han appelaient ces dernières les « Gao shan » (高山, « haute montagne »), depuis 1994 le nom officiel est « Yuan zhu min » (原住民, « Aborigènes »). Le gouvernement de Taipei reconnaît 13 groupes. Ils se rattachent au système de culture malayo-polynésienne. Autrefois ils vivaient de la chasse, de pêche le long des côtes, et de cultures itinérantes, dont la culture sur brûlis. Désormais ils sont pratiquement acculturés. Leur paysannerie a adopté la riziculture irriguée tandis que les autres vivent principalement du tourisme en mettant en valeur leur folklore.

### Une très forte densité de population

#### Une croissance démographique exceptionnelle mais contrôlée
En 1905, l’île comptait plus de 3,12 millions d’habitants, en 1950 environ 6,5 millions, et aujourd’hui près de 23 millions. Si, dans la première moitié du XXe siècle, la croissance fut relativement modérée, du fait d’une forte mortalité (la population double en 50 ans), elle fut très forte dans la seconde moitié : elle tripla en 45 ans, à cause d’une puissante immigration (replis des nationalistes) et d’une baisse remarquable de mortalité. En 1998, le taux de mortalité n’était que de 5,6/1000, grâce à la relative jeunesse de la population et aussi à une très bonne médecine. Le taux de mortalité infantile est l’indicateur le plus pertinent : il est de 6,7/1000. Mais désormais le pays a accompli sa transition démographique, avec un taux de fécondité de seulement 1,12/femme, parmi les plus bas d’Asie. Cette faible fécondité s’explique, comme partout ailleurs, par le contrôle des naissances (au moyen de la contraception), par l’importance du taux de femmes au travail, par la volonté de consommer (surtout de loisirs) et par le très fort taux d’urbanisation (75 %). Cette baisse du taux de fécondité associée à la hausse de l’espérance de vie (hommes : 73,3 ans ; femmes : 79 ans) a pour conséquence un vieillissement rapide de la population (9,5 % avaient plus de 65 ans en 2004).

#### Une répartition inégale de la population
Elle est le résultat de contraintes naturelles fortes. Une montagne vide et des plaines peuplées voire surpeuplées (sur la côte, au nord et à l’ouest ; en vallée à l’est). Elle est surtout concentrée au nord, plus près du Japon : dans l’histoire les Japonais ont favorisé, pour des raisons de proximité, l’aire de Taipei. Désormais les plaines occidentales ont une densité moyenne de 1 400 habitants/km2 (contre 610 hab./km2 de densité moyenne dans tout le pays).
Le rebord oriental des chaînes montagneuses domine une plaine littorale extrêmement réduite voire inexistante (falaises), tandis que le rebord occidental s’ouvre sur une plaine assez large (15 à 50 km). C’est donc cette dernière qui regroupe l’essentiel de la population, soit plus de 95 % ; (puis 2 % dans la montagne, et 3 % dans la plaine orientale. La région la plus urbanisée est celle de Taipei (5 millions d’hab.), y compris la capitale (3,5 millions), puis celle de Kaohsiung et celle de Taichung (ville même : plus de 1.5 million d’hab.).
Dans les années 1960, le gouvernement avait entrepris une politique de rééquilibrage qui a largement porté ses fruits. En 1961, fut entrepris un programme d’infrastructure lourd à Kaohsiung, et en 1969 à Taichung. D’autre part il soutient l’activité des villes moyennes comprises entre ces trois pôles en établissant des zones industrielles. La conséquence de cette politique volontariste est une spectaculaire mutation urbaine. Depuis 1950, la proportion des citadins dans les villes de plus de vingt-cinq mille habitants est de 30 à 70 %. Parallèlement, l’exode rural, même ralenti par les effets de la réforme agraire et l’industrialisation des campagnes, a entraîné, au début des années 1970, la prédominance des citadins sur les ruraux : ils ne représentent désormais plus que 25 % de la population (en 1952 les seuls actifs agricoles comptaient 55 %).

## Géographie agricole: essor et limites

### Un climat favorable

#### Un climat tropical au sud, subtropical au nord
Taïwan est coupé par le tropique du Cancer. Le climat tropical à deux saisons (saison sèche et saison humide) concerne les trois quarts de la partie méridionale de Taïwan. Le quart septentrional connait un climat subtropical humide. La pluie est présente surtout dans les régions de moussons
Les caractéristiques de climat tropical à deux saisons sont :
- des températures élevées (moyenne de 21 °C ; au-dessus de 35 °C en juillet et au-dessus de 30 °C de juillet à septembre) sont expliquées par sa position en latitude mais aussi par le courant « kuro-shio » (courant chaud passant par les Philippines, Taïwan, puis le Japon).
- Des précipitations importantes (supérieures à 2 500 mm), expliquées par la mousson et par la présence de chaînes montagneuses favorisant les ascendances[n 5].
- Des vents violents liés aux dépressions, parfois même des cyclones, appelés « typhons » en Asie. Ils ne touchent que la façade orientale de Taïwan.
- D’un point de vue régional, les précipitations comme les températures diminuent du sud vers le nord. De plus les régions en position d’abris (bassins intérieurs et vallées intra-montagnardes) sont moins arrosées et ont une ATA (amplitude thermique annuelle) moins marquée. Le quart sud subit des périodes de températures inférieures à 18 °C ; les précipitations y sont tempérées : elles tombent principalement en hiver, liées à la mousson (anomalie unique entre la mousson et la pluie). Les montagnes ont des températures de 10 à 12 °C de moyenne en janvier pour les parties hautes des chaînes (+3 000 m) ; il gèle et neige chaque année. C’est en tout cas aux versants au vent que les précipitations sont les plus abondantes, toujours supérieures à 500 mm voire à 1 000 mm, rien qu’au mois de juillet.

#### Le régime des moussons
La mousson est un vent saisonnier de l’Asie méridionale et de l’océan Indien. En hiver, il souffle du nord-ouest au sud-est, entre une cellule de hautes pressions subtropicales et les basses pressions équatoriales. Il entraîne les pluies au nord de l’île. En été, un domaine de basses pressions se forme en mer de Chine méridionale et attire les flux, y compris des courants, ici les alizés : un vent régulier souffle au-dessus des océans entre les hautes pressions subtropicales et les basses pressions équatoriales venant de l’hémisphère sud, puis tournant vers la droite sous l’effet de la force Coriolis. Elle entraîne de très longues averses, et à la fin de l’automne des typhons.

### Une agriculture intensive et moderne

#### Le recul du riz
Le riz occupe environ la moitié de la surface cultivée et cette proportion est en recul. D’une part Taïwan est depuis longtemps autosubsistant en riz et d’autre part la consommation du riz diminue (modification du régime alimentaire de la population). Par ailleurs l’exportation aurait une rentabilité médiocre (peu de valeur ajoutée). Contrairement au blé ou au maïs, le riz peut être repiqué (système de dépiquage/repiquage) ce qui a pour conséquence une double voire triple récolte annuelle. Quand on ne repique pas le riz, on cultive la canne à sucre et les cultures dites sèches ou pluviales. C’est le système de « rotation culturale » pratiqué dans la plaine sud occidentale et les deux plaines allongées orientales. Par exemple, pendant les trois mois d’hiver les légumes se substituent au riz : choux fourragés, carottes, haricots (dont le soja). Le champ est divisé en parcelles appelées « saules » (système d’assaulement).
Le riz a besoin d’être irrigué pendant la mousson d’hiver : de très nombreux barrages réservoirs ont donc été édifiés en montagne. L’agriculture est très largement mécanisée. Enfin, il y a eu d’immenses progrès dans la sélection des semences et l’introduction de variétés hybrides, et aussi de riz génétiquement modifié.

#### Les progrès de la polyculture et de l’élevage
Les légumes constituent une part notable de l’alimentation. Ce sont des cultures en assolement ou association, dans le cadre d’une agriculture longtemps vivrière (complant). Ce sont les ceintures maraîchères entourant les agglomérations, où se trouvent les « fermes », spécialisées dans les légumes et les champignons. La culture y est très intensive : les fermes pratiquent une agriculture hors-sol avec en effet 15 à 20 récoltes annuelles.
Les vergers s’étendent sur les territoires non rizicoles, les domaines de collines et les piémonts. Le sud-ouest est le domaine des plantations. Ces dernières années, la production a baissé au profit des agrumes (mandarine, orange et citron). Elles sont surtout cultivées dans les régions subtropicales. De plus, ces dernières années, les riziculteurs complètent leurs revenus grâce à la noix de bétel (fruit du palmier). Malheureusement cette culture a de graves inconvénients : très consommatrice d’eau, elle met en danger les nappes aquifères. De plus, elle consomme beaucoup de minéraux, ce qui appauvrit le sol. Les autorités tentent donc d’en réduire la production. Ces mêmes régions produisent aussi du thé, et s'orientent de plus en plus vers la qualité.
Enfin, le 3e domaine est la montagne, avec la culture d’arbres fruitiers tempérés (pommiers, poiriers, pruniers, pêchers) en développement, tout comme la demande (mais les prix restent chers). Les vergers prennent la forme de clairières ouvertes dans la forêt jusqu’à 2 000 m d’altitude. Par ailleurs, la forêt est exploitée pour ses bois précieux, notamment le camphrier. L’élevage, comme partout dans le monde chinois, est fondé sur le porc et la volaille (canard, oie, poulet, pigeon). Il est pratiqué dans toutes les régions et a une croissance régulière. Même si l’élevage porcin est désormais concurrencé par les exportations de la république populaire de Chine, celui des bovidés progresse dans le cas des bovins et surtout des vaches laitières. L’élevage des buffles, que les paysans n’utilisent plus beaucoup, est en recul.

#### L’importance de la pêche
Les produits de la mer associés au riz et aux légumes constituent la base alimentaire des Taïwanais. Les progrès de la pêche sont considérables à tel point que le volume des prises dépassa celui de la France. La pêche hauturière (en haute mer) représente 50 % des prises (maquereau, thon blanc…). Le reste se partage entre la pêche littorale et côtière (nombreux poissons plats, calamars, seiche…). Longtemps ces bancs de poissons étaient favorisés par le courant chaud Kuroshio, mais désormais la surpêche les fragilise. La flotte compte 10 000 bateaux qui mouillent dans 200 ports.
Le volume restant (20 %) relève de la pisciculture (élevage), soit en eau douce et bassins piscicoles, soit en eau de mer.

### La réforme agraire

#### 1955, le coup d’envoi de la réforme
Les autorités se sont penchées sur la question agraire sous la pression des États-Unis (et plus précisément de la CIA, sous peine de ne pas les aider) et cela pour ne pas renouveler l’erreur des nationalistes sur le continent quand leur refus de toute réforme amènera la paysannerie aux communistes. Il est vrai que les inégalités étaient criantes : 35 % des paysans étaient des propriétaires exploitants ; les autres étaient soit métayers, soumis à reverser jusqu’à 80 % de leurs récoltes, soit ouvriers agricoles.
En 1951, les terres domaniales sont vendues à bas prix aux métayers. Puis en 1953 un partage des terres est décidé : tout propriétaire possédant plus de trois hectares de rizières irriguées et plus de six ha de cultures pluviales est contraint de vendre l’excédent à l’État qui le redistribue aux métayers restants (qui n’ont pu s’acheter de terres) et aux ouvriers agricoles. Le résultat est spectaculaire : en 1960, plus de 60 % des terres étaient en faire-valoir direct ; jusqu'à atteindre 85 %. Dans le même temps, le gouvernement favorise l’essor des banques de crédit agricole, subventionne les cultures d’exportation, et organise la formation des agriculteurs. L’augmentation de la production est également remarquable : entre 1952 et 1960, elle augmenta de plus de 30 % pour les cultures et de plus de 70 % pour l’élevage.

#### Les succès initiaux, les limites actuelles
Si les succès sont indéniables, cette réforme agraire est victime de son succès. Fondée sur la petite exploitation individuelle, elle bute aujourd’hui sur un grave émiettement foncier puisqu’à chaque succession la terre est morcelée à parts égales entre les enfants. De plus, certains ouvriers agricoles, voire les métayers, ne possédaient pas les moyens culturels pour une mise en valeur efficace. Quoi qu’il en soit, en moyenne, chaque propriété n’est que de 109 ares et par là même nourrit difficilement les paysans malgré l’exceptionnelle productivité du travail. La conséquence est qu'aujourd’hui plus de 80 % des paysans sont à mi-temps.
Le morcellement façonné par un entrelacs de canaux et rigoles découpe le terroir en parcelles miniatures (parfois 2 ou 3 ares). Ceci constitue un obstacle à la mécanisation et à l’augmentation des rendements. C’est pourquoi en 1958 le gouvernement inaugure une politique de remembrement visant la création, sur la base d’échanges amiables entre propriétaires, de blocs d’exploitation constitués de vastes parcelles plus géométriques. Cependant, du fait des pesanteurs des mentalités, en 1993, un tiers seulement des terres étaient remembrées. Aussi l’exode agricole, ou le transfert vers des emplois différents mais toujours ruraux, ne peut que s’accélérer, tandis que ces départs favorisent automatiquement le regroupement des terres. Cela d’autant plus que le gouvernement aide financièrement les jeunes à rester sur les terres, et les vieux à partir. Aujourd’hui, la population active est inférieure à 9 % et la production agricole est inférieure à 3 % du PIB.

## Géographie des transports: en voie de modernisation

### L’obstacle du relief et la circulation terrestre
À l’ouest
L’autoroute Sun Yatsen, de Keelung à Kaohsiung, fut ouverte en 1978 ; une 2e, plus intérieure, a été achevée en 2001 et compte 2 fois 6 voies, voire parfois 2 fois 8 voies. Une autre a été inaugurée en 2003, reliant Taipei et Yilan. La voie ferrée est peu utilisée (moins de 15 % du transport de marchandises). En revanche, la construction d’un TGV entre Taipei et Kaohsiung s’est ouverte en 2005. Le réseau routier est de très bonne qualité et très complet.
À l’est
L’édification des voies, routières comme ferroviaires, a nécessité la multiplication des ouvrages d’art (grands ponts, grands tunnels…). Ainsi, le dernier tronçon de la voie ferrée qui entoure l’île entre Taitung et Kaohsiung a nécessité le percement de 34 tunnels et l’édification de 49 grands ponts. Les principales voies de circulation empruntent la dépression longitudinale.
Les liaisons ouest/est
La route de Taichung à Yilan suit les vallées qui séparent le Hsueshan et le Chungyang. Trois routes seulement traversent de part en part les chaînes montagneuses et elles empruntent toutes des cols de 2 000 m voire de 3 000 m. Une voie express entre Taichung et Hualien est projetée.

### Une puissance maritime
Après  Singapour, Hong Kong et Shanghai, Taïwan se place au 4e rang mondial pour la manutention des conteneurs. La progression du trafic de marchandises est spectaculaire : en 1960, plus de 4500 millions de tonnes, contre plus de 135 000 millions de tonnes en 1998. De même elle bénéficie d’armateurs puissants. Evergreen est l’une des premières compagnies de porte-conteneurs au monde avec Gonavirs. Pourtant les conditions naturelles sont défavorables. La côte pacifique est baignée d’eaux profondes, mais l’arrière-pays est vide et les transports sont difficiles. À l’opposé, la côte du détroit est peuplée, et surtout l’arrière-pays est très favorable aux activités humaines. Cependant, le gros handicap pour l’édification de ports, c’est la suite ininterrompue de hauts fonds le long de cette plaine d’accumulation. La puissance maritime de Taïwan résulte donc d’une politique volontariste d’aménagement de l’espace menée par le gouvernement : il modernisa et agrandit d’anciens ports et il en créa de nouveaux.
| Classement des ports de Taïwan | Classement des ports de Taïwan     | Classement des ports de Taïwan | Classement des ports de Taïwan |
| ------------------------------ | ---------------------------------- | --- | ------------------------------ |
| 1er                            | Kaohsiung 高雄, 1961 py : Gāoxióng | C’est aussi le plus ancien (XVe siècle), mais le site actuel, créé en 1961, est totalement artificiel. Un bassin long de 10 km a été dragué dans une lagune et deux chenaux ont été ouverts à travers le cordon dunaire. Ainsi le port dispose de 20 km de quais, tous spécialisés, avec de plus en plus de porte-conteneurs. Par ailleurs, le port de pêche est toujours actif. Il importe des produits bruts et exporte des produits finis, essentiellement alimentaires et de haute technologie. C’est le 3e port à conteneurs au monde. |                                |
| 2e                             | Keelung 基隆, 1978 py : Jīlóng     | Les Japonais avaient développé dès le XIXe siècle. Son extension est rendue difficile par les hauteurs qui l’entourent. Les autorités ont donc décidé d’édifier un nouveau port à une quinzaine de kilomètres à l’est. Entre-temps, elles ont édifié le port de Suao (entré en service en 1978). |                                |
| 3e                             | Taichung 臺中, 1976 py : Táizhōng  | Bien que très récent (ouvert en 1976), totalement artificiel, il connaît une progression remarquable et expédie des produits variés. |                                |
| 4e                             | Hualien 花蓮 py : Huālián          | C'est le 4e de ligne et sa spécialité est l’exportation de marbre (carrières dans l’arrière-pays) et de ciment. |                                |

### Les progrès de l’aviation
Les vols intérieurs, malgré la superficie relative de l’île, progressent, tout comme les vols internationaux. Ces derniers se sont surtout développés à partir des années 1970 avec la multiplication des voyages d’affaires et la libéralisation des sorties du territoire y compris vers la RPC au fur et à mesure de la démocratisation du régime.
Les principales liaisons sont en direct du Japon, de Hong Kong et de Singapour. Ces deux derniers étant surtout des plates-formes (ou plaques tournantes) aéroportuaires. Pour garantir la progression du trafic, un 3e terminal de l'aéroport de Taoyuan doit être construit en 2017.

## Géographie industrielle et tertiaire: la puissance taïwanaise

### Les trois générations industrielles

#### De 1950 aux années 1960
La première génération correspond à des industries de main d’œuvre : il s’agit tout à la fois de satisfaire la demande intérieure, mais aussi de drainer des devises grâce aux exportations. Les industries sont fondées sur l’abondance (productions de masse), le savoir-faire, la docilité et la faiblesse des salaires de la main d’œuvre. Par là-même les firmes sont concurrentielles sur le marché industriel.
Les deux principales branches sont :
- le textile et l’habillement (cotonnade, et plus tard également des textiles synthétiques dont il est aujourd’hui le premier producteur mondial)
- l’agro-alimentaire (champignons, maraîchage et conserverie, fruits tropicaux et conserverie, produits de la mer et conserverie).

#### Des années 1960 à la décennie 1980
Si les industries de main d’œuvre sont toujours actives, elles sont désormais complétées par des industries de capitaux et d’industries à gros investissements, principalement les industries de base et de transformation à technologie déjà élaborée. Les capitaux sont de sources diverses : nationale (privé ou d’État) et internationale.
Les quatre principales branches sont :
- la production énergétique : l’État a érigé des barrages hydroélectriques, a construit des centrales thermiques soit classiques (au charbon et au fioul) ou nucléaires (trois sont en fonctionnement et une en projet). Ces investissements sont d’autant plus nécessaires que la consommation énergétique du pays a été multipliée par 20 entre 1954 et 1990. Par ailleurs Taïwan pâtit d’une grande dépendance : ses ressources énergétiques (eau courante, peu de charbon, peu de pétrole, enfin des ressources géothermiques plus importantes mais cependant assez faibles) couvrent moins de 8 % de ses besoins ;
- la sidérurgie, qui propose une gamme complète de produits (tubes, tuyaux, tôle, barres, etc.) ;
- la mécanique et en premier lieu la construction navale, l’automobile avec la production sous licence ;
- les machines-outils, en partie pour l’agro-alimentaire (embouteilleuses, sertisseuse, etc.) et pour les textiles (métiers à tisser).

#### Des années 1980 à nos jours
Depuis 20 ans, Taïwan a parié sur les industries de haute technologie. Déjà dans les années 1960, ce pays s’était engagé dans les industries électriques (câbles, transformateurs, etc.), l’électroménager et la robotique, et peu après, dans l’électronique (téléviseurs, baladeurs, scanneurs, etc.). Aujourd’hui, il est de plain-pied dans le XXIe siècle et l’État joue toujours un rôle déterminant pour le développement de la recherche, mais aussi de la production.
En 1979, il crée un technopôle à Hsinchu. Ses responsabilités sont :
- propriétaire des terrains, il les loue à bas prix aux entrepreneurs,
- il autorise ou non les implantations de recherches et d’industrie,
- il édifie les infrastructures et met en place des services, dont deux universités scientifiques,
- il prête des capitaux et peut même parfois avoir une participation financière dans les programmes de recherche au sein d’entreprises privées.

Aujourd’hui, plus de 100 entreprises y sont implantées et 70 % des capitaux sont taïwanais. La plupart sont spécialisés dans l’électronique. Son 2e technopôle est Hsinsih : 600 ha dévolus à l’électronique, mais aussi aux biotechnologies et aux nouveaux matériaux. Taïwan est désormais un des grands de l’électronique mondial. Il est le 1er producteur de scanneurs, souris, claviers, etc. Il est aussi le 3e producteur de micro-ordinateurs et le 5e pour ses composants. De plus, il produit des montres à quartz, des télécopieurs, des calculatrices, des téléphones portables, etc. Outre l’électronique, il y a l’automation, les technologies au laser, et les biotechnologies en particulier.

### Les trois pôles industriels
Le 1er correspond à Taipei et ses satellites. La capitale est spécialisée dans les industries de transformation (agroalimentaire, textile et confection, matériel électrique et électronique, mécanique, etc.). En revanche, la production de Keelung est bien sûr avant tout fondée sur ses activités maritimes (chantiers navals, conserveries de poisson, récemment des industries plus sophistiquées se sont multipliées). Au sud-ouest, Taoyuan est un grand centre pétrolochimique. Enfin, plus au Sud encore, Hsinchu se limite aux industries de haute technologie. Le choix par l’État de cette petite ville pour créer une technopôle s’explique par :
- sa situation de part et d’autre de l’autoroute et à 45 km de l’aéroport international de Taoyuan, enfin à mi-chemin entre les grands ports de Keelung et Taichung.
- Son site, le cadre semi rural entre la mer et un piémont boisé et un environnement prisé pour les cadres et les chercheurs.

Le second pôle est Kaohsiung, le 1er port du pays. La plus grande part des importations, constituées de matières premières (charbon, pétrole, fer), y est débarquée. Aussi cette ville développe la sidérurgie et la pétrolochimie. Par ailleurs, elle est un centre pour la construction navale, mais aussi pour le démantèlement des navires. Enfin une gamme très ouverte d’industries de transformation, le complexe industrialo-portuaire génère 200 000 emplois. Quant aux 15 zones industrielles, elles se répartissent dans un rayon de 45 km autour de la ville.
Le 3e pôle est Taichung. Mais il est beaucoup moins dynamique et sa sidérurgie est en crise. Aujourd’hui, il s’est reconcentré sur les industries de transformation (objets en plastique, confections, mais surtout électronique et articles de sport) ;

### Le commerce extérieur, moteur de la croissance
L’essor des exportations est nécessité par la forte dépendance du pays de l’extérieur. Il lui faut importer des produits alimentaires, des sources d’énergie et des matières premières industrielles. Son commerce extérieur est donc un véritable succès : en 1981, Taïwan était le 20e exportateur mondial et en 1990, le 12e. Sa balance commerciale a toujours été positive depuis 1970, à deux années près. En valeur, les exportations vers les EU et le Japon correspondent à plus de 80 % du total. Viennent ensuite l’Europe, l’Asie du Sud-Est et la RPC via Hong Kong.
En 1952, plus de 90 %  des revenus de l’exportation provenaient de productions agricoles (brut ou transformées). En 1995, plus de 95 % proviennent des industries, non compris ceux de l’agro-alimentaire. Taïwan est donc incontestablement un nouveau pays industriel et qui a su jouer à merveille de la mondialisation. Les trois fondements de ce succès exceptionnel sont :
- la capacité à vendre des produits toujours plus élaborés et donc à valeur ajoutée toujours plus élevée. Cela va de pair avec l’excellence du système d’enseignement. Le taux d’alphabétisation est de plus de 95 % et le taux de scolarisation jusqu’à 17 ans est de plus de 85 %.
- la remarquable adaptabilité à la demande mondiale. En effet ses relations étroites avec la diaspora mondiale lui permettent d’être au courant des nouvelles modes et des nouvelles technologies. Il est vrai aussi qu’il y avait quelques années encore ils avaient largement abusé des contrefaçons, alors qu'ils ont maintenant un respect scrupuleux des contrats signés du point de vue de la qualité du produit comme celui du délai de la livraison.

Les principales exportations concernent surtout deux branches :
- machines et équipement électriques et électroniques sont majoritaires. Le reste est très varié : machines-outils, cycles, électroménager, navires.
- produits textiles et confection.

### Le2einvestisseur d’Asie
Cela est possible grâce à l’importance de ses devises, à plus de 80 milliards de dollars EUA et en or. Il le place en concurrence directe avec le Japon. Cette situation a deux causes :
- l’excédent de sa balance commerciale,
- l’arrivée de capitaux, dont certains uniquement spéculatifs, attirés par la bonne tenue du dollar taïwanais. Leur provenance : les EU, le Japon, et les Chinois de la diaspora.
- Par ailleurs, depuis la fin des années 1980, Taïwan investit massivement à l’étranger et aujourd’hui il exporte plus de capitaux qu’il en importe. Les principaux destinataires de ces investissements sont : l’Asie du Sud-Est (Malaisie, puis Thaïlande en partie), les EU, l’Europe, la RPC.

Aujourd’hui, plus de 25000 entreprises à capitaux taïwanais y sont installés, en partie dans le Fujian (du fait de liens familiaux gardés), Guangdong, Hainan et Shanghai. Ces relocalisations concernent les industries de main d’œuvre et de bas de gamme. Les raisons :
- le prix du foncier dissuade les investisseurs,
- La puissance des groupes de pression écologistes qui s’opposent avec efficacité à la création ou l’extension d’industries polluantes,
- Par une main d’œuvre devenue de plus en plus onéreuse.